# Joannisia
Joannisia is een geslacht van vlinders van de familie snuitmotten (Pyralidae), uit de onderfamilie Phycitinae.

## Soorten
- J. conisella Hampson, 1926
- J. fusca Balinsky, 1994
- J. heterotypa Balinsky, 1994
- J. hypolepias Joannis, 1927
- J. jansei Balinsky, 1994
- J. langaigheria Kemal & Koçak, 2004
- J. minuscula Balinsky, 1994
- J. poliopasta Balinsky, 1994
- J. psammathella (Hampson, 1926)
- J. semiales Balinsky, 1994